# Osyp Kriłyk
Osyp Kriłyk ps. Wasylkiw ukr. Йосип Васильович Крілик-Васильків (ur. 22 lipca 1898 w Krakowcu, zm. 11 września 1941 koło Orła) – ukraiński działacz komunistyczny, sekretarz Komunistycznej Partii Galicji Wschodniej (od 1923 Komunistycznej Partii Zachodniej Ukrainy), członek Komitetu Centralnego i Biura Politycznego KPRP i KPP.

## Życiorys
Urodził się w rodzinie urzędniczej, ukończył prawo. W trakcie studiów członek kierownictwa Internacjonalnej Rewolucyjnej Socjal-Demokracji (IRSD). W czasie wojny polsko-ukraińskiej żołnierz Ukraińskiej Armii Halickiej, ranny w rękę, pozostał inwalidą. Organizował kółka komunistyczne wśród uchodźców z Galicji Wschodniej w Czechosłowacji. Od 1920 sekretarz Komunistycznej Partii Galicji Wschodniej, od 1923 Komunistycznej Partii Zachodniej Ukrainy – autonomicznej sekcji Komunistycznej Partii Polski, w konsekwencji od 1923 członek KC KPP i Politbiura KC KPP. W 1923 sądzony w procesie świętojurskim, skazany na trzy lata więzienia. W 1927 poparł odchylenie nacjonalistyczne (czyli kierunek ukrainizacyjny) Ołeksandra Szumskiego w USRR, co spowodowało szybką reakcję Łazara Kaganowicza, sekretarza KP(b)U. KPZU została oskarżona o zdradę idei komunistycznej, i podzieliła się. Większość (szumskiści) popierała politykę ukrainizacji Szumskiego w USRR, natomiast mniejszość pozostała wierna Kaganowiczowi. 18 lutego 1928 większość (wasylkiwcy) pod przewodnictwem Kriłyka i Romana Kuźmy została wykluczona z Kominternu i partii i od tej pory występowały dwie partie: KPZU-większość i KPZU-mniejszość.
Sympatyzował z Lewicową Opozycją. W 1929 aresztowany we Lwowie przez policję i uwięziony. Uwolniony w 1930, złożył samokrytykę wobec WKP(b) i w 1932 wyjechał do ZSRR i zamieszkał w Charkowie, był pracownikiem cenzury (Gołowlit USRR). 13 kwietnia 1933 aresztowany przez GPU USRR jako jeden z przywódców Ukraińskiej Organizacji Wojskowej (mistyfikacja OGPU), rzekomy agent czechosłowackiego wywiadu i polskiej defensywy. 23 września 1933 skazany na dziesięć lat więzienia przez trójkę GPU USRR. Karę odbywał w politizolatorze w Orle.
Po agresji III Rzeszy na ZSRR w 1941 w czasie egzekucji i masakr więziennych został 8 września 1941 skazany na śmierć przez Kolegium Wojskowe Sądu Najwyższego ZSRR na wniosek Ławrientija Berii (zaakceptowany przez Józefa Stalina) i rozstrzelany przez NKWD w lesie miedwediewskim, w masowej egzekucji wraz z 156 innymi prominentnymi więźniami politycznymi więzienia w Orle (m.in. Marią Spiridonową i Chrystianem Rakowskim).
Zrehabilitowany 9 marca 1959.